# Clubiona bevisi
Clubiona bevisi är en spindelart som beskrevs av Roger de Lessert 1923. Clubiona bevisi ingår i släktet Clubiona och familjen säckspindlar. Inga underarter finns listade i Catalogue of Life.